# Бетмен назавжди
«Бетмен назавжди» (англ. «Batman Forever») — американський фільм Джоеля Шумахера 1995 року. Сиквел фільму «Бетмен повертається».

## Сюжет
Бетмен продовжує «боротьбу зі злом». Цього разу супергерой має намір перешкодити лиходіям Дволикому і Загадковому, які вступили у змову, переміщувати через спеціальний пристрій розум людей, а допомагатимуть йому відчайдушний акробат Робін і дівчина-психіатр Чейс Меридіан

## Персонажі
- Вел Кілмер — Брюс Вейн / Бетмен
- Кріс О'Доннелл — Дік Ґрейсон / Робін
- Томмі Лі Джонс — Гарві Дент / Дволикий
- Джим Керрі — Едвард Ніґма / Загадник
- Ніколь Кідман — Чейз Мерідієн
- Майкл Гоф — Альфред Пенніворт
- Пет Хінгл — комісар Гордон
- Дрю Беррімор — Шугар, ассистентка Дволикого
- Дебі Мейзар — Спайс, ассистентка Дволикого
- Ед Беглі молодший — Фред Стіклі, начальник Едварда Ніґми
- Рене Обержонуа — доктор Бертон, головний лікар Arkham Asylum

## Цікаві факти
- Сценічний костюм Бетмана був настільки важким, що Вел Кілмер втратив 5 фунтів, знімаючись в одній тільки початковій сцені боротьби.
- Кріс О'Доннелл наполягав на тому, щоб водити автівку самому, внаслідок чого її було розбито.